# Aleksiej Budberg
Aleksiej Pawłowicz Budberg, wł. von Budberg (ur. 9 maja?/21 maja 1869, zm. 15 grudnia 1945 w San Francisco) – rosyjski wojskowy, generał, uczestnik wojny domowej w Rosji po stronie Białych, minister wojny w rządzie adm. Aleksandra Kołczaka między majem a sierpniem 1919 r. Autor wspomnień zatytułowanych Dniewnik białogwardiejca.

## Życiorys

### Kariera wojskowa w Rosji
Pochodził z rodu szlacheckiego z guberni liflandzkiej. W 1889 r. ukończył w stopniu podporucznika Michajłowską Szkołę Artylerii w Petersburgu i rozpoczął służbę w 3 brygadzie gwardii i grenadierów, następnie przemianowanej na 3 artyleryjską brygadę lejbgwardii. W latach 1892–1895 był słuchaczem Nikołajewskiej Akademii Sztabu Generalnego, którą ukończył jako jeden z najlepszych absolwentów. Mając prawo wyboru dalszej służby w gwardii lub wskazania dowolnego okręgu wojskowego w Rosji, Budberg (ówcześnie już sztabskapitan) zdecydował się na Nadamurski Okręg Wojskowy. Od 1896 do 1897 r., zgodnie z tradycją, dowodził jednostką liniową: kompanią w 4 wschodniosyberyjskim batalionie liniowym. W latach 1897–1899 był natomiast oberoficerem do specjalnych poleceń przy sztabie Nadamurskiego Okręgu Wojskowego. W 1899 r. otrzymał awans na pułkownika i został przeniesiony na stanowisko oficera do specjalnych poleceń przy dowodzącym oddziałem Jużno-Ussuryjskim Nadamurskiego Okręgu Wojskowego. W roku następnym został starszym adiutantem przy sztabie okręgu i pełnił te obowiązki do 1902 r.
W 1902 r. został przeniesiony do służby w twierdzy Władywostok na stanowisko szefa jej sztabu. W 1904 r. otrzymał awans na pułkownika. Kierował pracami przy rozbudowie i umocnieniu fortyfikacji twierdzy, a w latach 1905–1910 w przygotowywaniu planu jej generalnego umocnienia. W 1913 r. został generalnym kwatermistrzem sztabu Nadamurskiego Okręgu Wojskowego. W momencie wybuchu I wojny światowej został generał-kwatermistrzem sztabu X armii, w listopadzie 1914 r. – szefem sztabu tejże. Za przygotowanie planu przełamania obrony niemieckiej pod Augustowem otrzymał Broń Świętego Jerzego. Jednak po dalszych walkach, w których X Armia ponosiła klęski, Budberg został przeniesiony na niezbyt znaczące stanowisko generała do poruczeń przy dowódcy I Armii. W 1915 r. powierzono mu dowodzenie najpierw 40, a następnie 70 dywizją piechoty. Był dwukrotnie ranny. W 1916 r. otrzymał awans na generała-lejtnanta.
W styczniu 1917 r. został dowódcą XIV korpusu armijnego 5 Armii Frontu Północnego. W lipcu 1917 r. jego korpus był jedynym w 5 Armii, który wykonał rozkazy dowództwa i poszedł do natarcia pod Jakobsztadtem; w pozostałych agitatorzy bolszewiccy skutecznie przekonywali żołnierzy do swoich haseł natychmiastowego pokoju. W listopadzie 1917 r., widząc całkowity rozkład armii i nie uznając rządu bolszewików, Budberg zrezygnował z dowodzenia korpusem i wyjechał w styczniu 1918 r. na Daleki Wschód.

### W rządzie Kołczaka
Rozczarowany postawą pierwszych rosyjskich emigrantów w Harbinie, w sierpniu 1918 r. udał się do Władywostoku. Następnie zgodził się przyjąć stanowisko w ministerstwie wojny w białym rządzie adm. Aleksandra Kołczaka, chociaż samego Kołczaka uważał za niezdolnego do kierowania rządem. W maju 1919 r. przybył do Omska i został w rządzie Kołczaka ministrem wojny. Jego rola przy strategicznym planowaniu operacji kołczakowskiej Armii Rosyjskiej była jednak ograniczona. Admirał w znacznie większym stopniu ufał m.in. Dmitrijowi Lebiediewowi, chociaż był on nieporównywalnie mniej doświadczony od Budberga. Budberg nie brał również praktycznie udziału w planowaniu operacji, dzięki której biali liczyli na utrzymanie się na Uralu: pozorowanego wycofania się z Czelabińska. Bitwa ta, stoczona na przełomie lipca i sierpnia 1919 r., zakończyła się klęską białych.
W sytuacji, gdy biali musieli wycofać się z Uralu i za Toboł, Budberg opowiadał się za ewakuacją rządu Kołczaka z Omska, który nie był już broniony przez żadną naturalną barierę, za Ob lub nawet nad Bajkał. Armię Rosyjską uważał za zdemoralizowaną i niezdolną do przeprowadzenia działań kontrofensywnych. Jego stanowisko było jednak odosobnione; za radą Michaiła Diterichsa, Konstantina Sacharowa i Aleksandra Andogskiego adm. Kołczak opowiedział się za przeprowadzeniem operacji tobolskiej. Pozwoliła ona zmusić Armię Czerwoną do cofnięcia się za Toboł, jednak wyczerpani biali nie byli w stanie przekroczyć rzeki i kontynuować działań zaczepnych na jej zachodnim brzegu. Jeszcze przed rozpoczęciem 1 września 1919 r. tej operacji Budberg, w poczuciu upokorzenia, złożył 26 sierpnia dymisję. Ciężko chory na wątrobę, został przewieziony koleją z Omska do Harbinu na kilka dni przed kolejną klęską Kołczaka i załamaniem transportu na liniach kolejowych (operacje omska i krasnojarska Armii Czerwonej). W ostatnich miesiącach istnienia ruchu białych na Syberii i Dalekim Wschodzie był szefem sztabu Nadamurskiego okręgu wojskowego białych.
Następnie udał się na emigrację do Stanów Zjednoczonych, przewidując, że zarówno w Chinach, jak i w Europie mogą wybuchnąć nowe konflikty. W Stanach Zjednoczonych działał w organizacjach białych emigrantów oraz w Towarzystwie Rosyjskich Weteranów Wielkiej Wojny. Na emigracji spisał wspomnienia o I wojnie światowej (pozostały nieopublikowane) oraz wydał Dniewnik biełogwardiejca, w którym krytycznie oceniał działalność i przyczyny klęski białych na Syberii. Zmarł po krótkiej chorobie w 1945.